# Вангел Перчев
Вангел Наумов Перчев е български революционер, деец на Вътрешната македоно-одринска революционна организация.

## Биография
Вангел Перчев е роден в 1861 година в битолското село Гявато, тогава в Османската империя. Присъединява се към ВМОРО в 1900 година и пренася оръжие и муниции, като действа и като милиционер и организатор. През лятото на 1903 година участва в Илинденско-Преображенското въстание с четата на Наум Бендев, с която се сражава при Доленци и при Гявато, което изгарят. След това се оттеглят към Смилево и заедно с четата на Георги Сугарев участват в голямото сражение там. След изгарянето на Смилево се оттеглят в Боищката планина над Боище, където са четите на войводите Даме Груев и Борис Сарафов.
През Балканската война заминава за Америка, където развива дейност в полза на ВМОРО. Връща се преди началото на Първата световна война.
На 6 март 1943 година, като жител на Гявато, подава молба за народна пенсия. Молбата му е одобрена и отпусната от Министерския съвет на Царство България.